# Maradona l'eroe
Maradona l'eroe (Hero: The Official Film of the 1986 FIFA World Cup) è il film ufficiale della XIII Coppa del Mondo di calcio, disputata in Messico nel 1986 e vinta dall'Argentina per 3-2 contro la Germania Ovest in finale.

## Trama
Il film è dedicato ad alcuni calciatori protagonisti del mondiale messicano e, in apertura, si dedica alla situazione messicana, in particolare di Città del Messico, dopo una violenta scossa di terremoto avvenuta il 19 settembre 1985, appena 8 mesi prima dell'inizio della manifestazione.
Grande figura del Mundial fu Hugo Sánchez, idolo di casa che in quel periodo giocava nel Real Madrid, con cui aveva vinto nell'ultima stagione lo Scudetto e la Coppa UEFA.
Durante il torneo sarà l'uomo squadra e guiderà la sua Nazionale fino ai quarti di finale, quando verrà eliminata ai rigori dalla Germania Ovest, dopo lo 0-0 al termine dei 120 minuti.
Altri protagonisti del torneo saranno Enzo Francescoli, Michael Laudrup, Emilio Butragueño, Michel Platini, Sócrates, Gary Lineker (capocannoniere con 6 reti), Karl-Heinz Rummenigge e, soprattutto, Diego Armando Maradona.
L'ultima parte del film è dedicata al Pibe de oro, autore di due reti contro l'Inghilterra nei quarti di finale (gara vinta 2-1) e contro il Belgio in semifinale (vinta per 2-0), mentre nella finalissima, vinta 3-2, Maradona non andrà a segno, ma contribuirà in maniera determinante alle reti sudamericane, con cui l'Argentina conquisterà il secondo titolo di Campione del Mondo, dopo quello del 1978 vinto in casa.

## Gare narrate
| Gara               | Squadra 1   | Squadra 2      | Risultato                | Note |
| ------------------ | ----------- | -------------- | ------------------------ | ---- |
| 1º Turno, Gruppo A | Argentina   | Corea del Sud  | 3-1                      |      |
| 1º Turno, Gruppo A | Italia      | Argentina      | 1-1                      |      |
| 1º Turno, Gruppo B | Belgio      | Messico        | 1-2                      |      |
| 1º Turno, Gruppo C | Canada      | Francia        | 0-1                      |      |
| 1º Turno, Gruppo E | Danimarca   | Uruguay        | 6-1                      |      |
| 1º Turno, Gruppo E | Danimarca   | Germania Ovest | 2-0                      |      |
| Ottavi di finale   | Argentina   | Uruguay        | 1-0                      |      |
| Ottavi di finale   | Italia      | Francia        | 0-2                      |      |
| Ottavi di finale   | Inghilterra | Paraguay       | 3-0                      |      |
| Ottavi di finale   | Danimarca   | Spagna         | 1-5                      |      |
| Quarti di finale   | Brasile     | Francia        | 3-4 (d.c.r.)1-1 (d.t.s.) |      |
| Quarti di finale   | Argentina   | Inghilterra    | 2-1                      |      |
| Semifinale         | Francia     | Germania Ovest | 0-2                      |      |
| Semifinale         | Argentina   | Belgio         | 2-0                      |      |
| Finale             | Argentina   | Germania Ovest | 3-2                      |      |

## Colonna sonora
Le musiche del film sono di Valeria Lynch (sigla d'apertura) e di Stephanie Lawrence (sigla finale dedicata a Maradona), scritta e suonata da Rick Wakeman.